# Europeisk bäver
Europeisk bäver (Castor fiber), eurasisk bäver, ofta endast betecknad som bäver, är en art i släktet bävrar som tillhör ordningen gnagare.

## Utseende
Med en kroppslängd (huvud och bål) av 60 till 80 cm är den europeiska bävern lite mindre än den amerikanska bävern. Enligt andra källor har europeisk bäver en större variation i storleken. Därför kan storleken inte användas för att skilja arterna från varandra. Svansen är omkring 30 centimeter lång och ungefär 10 centimeter bred. Europeisk bäver väger vanligen omkring 18 kilogram, den tyngsta kända individen hade en vikt på 31,7 kg. Det finns skillnader i antalet kromosomer och i detaljer av skallens konstruktion mellan den europeiska och den amerikanska arten.
Den europeiska bäverns päls består av en tät underull och av långa täckhår. För att göra pälsen ännu mer vattentät smörjs den in med en vätska (bävergäll) från en körtel som sitter vid svansens rot. Substansen har en myskliknande doft och används även för kommunikationen i samband med parningen. Artens framtassar är ganska små och utrustade med klor. Mellan bakfötternas tår förekommer simhud. Europeisk bäver har ett par extra läppar bakom tänderna och därför fylls munnen inte med vatten när arten gnager under vattenytan. Under dykningen stänger den sina öronöppningar och ögonen täcks av en extra membran (blinkhinna). Svansen är täckt av fjäll.

## Utbredning och status

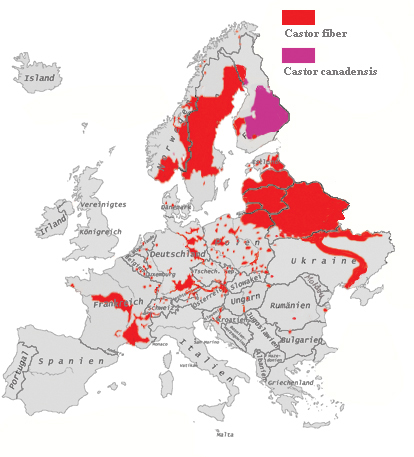
Det europeiska utbredningsområdet i rött. Introducerade bestånd av amerikansk bäver i lila.

Europeisk bäver fanns ursprungligen i stora delar av Europa och Asien, men på grund av intensiv jakt för pälsens, köttets och bävergällens skull, tillsammans med habitatförstöring, främst genom utdikning för jordbruk, minskade beståndet avsevärt.
Utanför Sovjetunionen fanns arten under första delen av 1900-talet bara i tre från varandra skilda områden. Europeisk bäver hade vid denna tid bara populationer vid mellersta loppet av floden Elbe, vid Rhône och i södra Norge. Att bävern klarade sig från utrotning i Norge beror på att en enskild markägare fridlyste bävern på sina egna marker redan 1840.
Att bävern höll på att utrotas upptäcktes redan under 1920-talet och därför inrättades skyddszoner. De första skyddszonerna inrättades 1925 i Belarus, men omfattande åtgärder utfördes först efter andra världskriget i andra europeiska områden.
Finland och Österrike hämtade inte bara europeisk bäver för sina våtmarker, utan även individer av amerikansk bäver. I Österrike lyckades dessa djur inte etablera sig, men i Finland finns idag en större population av amerikansk bäver. På grund av omfattande skyddsåtgärder och återinförande i sitt ursprungliga levnadsområde listas arten av IUCN åter som livskraftig (LC) och beståndet uppskattades 2006 till 430 000 individer. Skyddsåtgärderna i Norden var så framgångsrika att det numera tillåts en reglerad jakt.
Europeisk bäver saknas för närvarande på Iberiska halvön, i Italien och på södra Balkan, men även där är det påtänkt att införa arten. På de brittiska öarna återinfördes arten 2007 i ett naturreservat i Lancashire och i maj 2009 ska några individer flyttas till Skottland.
Jakt på europeisk bäver är i de flesta europeiska stater som ingår i EU enligt habitatdirektivet (92/43/EEG) förbjuden. Dessutom ska Natura 2000 områden skapas där bävern förekommer. Undantag är Estland, Finland, Lettland, Litauen, Polen och Sverige. Där krävs administrativa åtgärder som regler fångst av arten.

### Förekomst i Sverige
I Sverige var arten utrotad omkring 1870 och kom tillbaka under 1920-talet. Mellan 1922 och 1939 hämtades ungefär 80 individer från Norge som fördelades på 19 olika ställen. Idag förekommer arten i centrala delar av landet och längs en bredare strimma vid Norrlands kustlinje.

## Ekologi

### Biotop
Bävern lever i närheten av vattenansamlingar där den vid strandlinjen bygger sitt bo av grenar, kvistar och slam. Nyttiga för bävern är sjöar och floder i anslutning till skogar med högt grundvattenstånd som ofta drabbas av översvämning. Enligt nyare forskning är de mer flexibla angående levnadsområde och födoämnen än det antogs tidigare.

### Föda
Arten äter bland annat kvistar, bark, blad och rötter från träd och buskar som står vid vattnet. Typiska träd är vide, björk, al och asp. Dessutom ingår vattenväxter i födan.

### Dammbyggen och trädfällning
Bävern är känd för att skapa dammbyggen som samlar bäckarnas vatten och bildar dammar. På så sätt säkerställer bävern ett jämnt vattenstånd och att boets ingång alltid ligger under ytan. Samtidigt växer vattenväxter i dammen och unga mjuka träskott vid stranden som utgör bäverns föda. Under vintern när vattnet blivit till is livnär sig bävern på föda som den under sommaren dragit ner och satt fast i botten.
Den kan fälla ett träd som är 20 cm tjockt på bara några timmar.
Bäverns framtänder växer kontinuerligt varför de behöver gnaga för att slipa ned dem. Därför kan det förekomma stora träd med gnagskador som sannolikt inte är ämnade att fällas.

### Livscykel
Europeisk bäver föder vanligen två till tre ungar åt gången (sällan upp till fem). Parningen sker vanligen i januari eller februari och ungarna föds mellan april och juni. Efter födelsen får ungarna di i cirka tre månader. Ungarna stannar i två år och både föräldrarna och fjolårsungarna hjälper de nya ungarna att lära sig simma, födosöka, fälla träd etc. När könsmognaden infaller efter ungefär två år, lämnar de föräldrarnas revir.
Europeisk bäver kan bli 20-30 år gammal i det vilda, och upp till 35-50 år i fångenskap.

### Sinnena
Bävern har dålig syn, både ovan och under vattnet och den är anpassad för nattsyn. Den kan dock skilja på olika färger. Ögat saknar de reflekterande kristallerna, tapetum lucidum som de flesta andra nattseende djur har. Detta, och att den kan urskilja färger, indikerar att den en gång i tiden var dagaktiv. Det förändrade beteendet kan vara ett sätt att försöka undkomma människans jakt.
Den har väl utvecklad hörsel, trots sina små öron, och en väl utvecklad ljudkommunikation med varandra. Eventuellt kan den även uppfatta vibrationer under vattnet med hjälp av hålrum i örat. Precis som hos de flesta andra däggdjur så kan den skilja på sött, surt, salt och beskt med hjälp av receptorer på tungan.
Bäverns grova morrhår, som är ungefär 3,5 cm långa, fungerar som känselspröt och hjälper bävern att ta sig fram i mörkret och registrera strömningar i vattnet. I bakfötterna har den även känsliga nerver som kan detekterar vibrationer i marken.
Den har ett välutvecklat luktsinne och kan exempelvis vädra sig till var det finns aspar på flera hundra meters håll. Utöver vid födosök och för att känna annalkande fiender är luktsinnet även viktigt i kommunikationen bävrarna emellan. Med hjälp av Jacobsons organ – ett sinnesorgan beläget i skiljeväggen mellan näsborrarna – kan bävern analysera kemiska substanser lösta i vätska varför bävern kan lukta under vatten.

## Bildgalleri

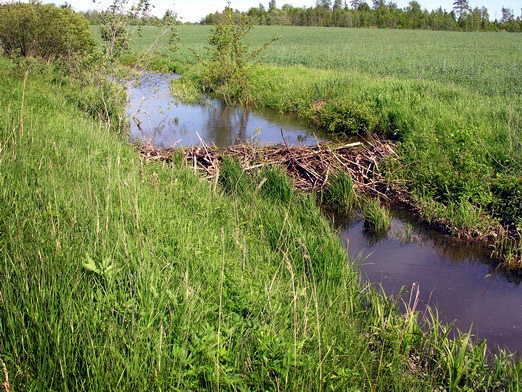
Dammbyggnad skapad av bäver.
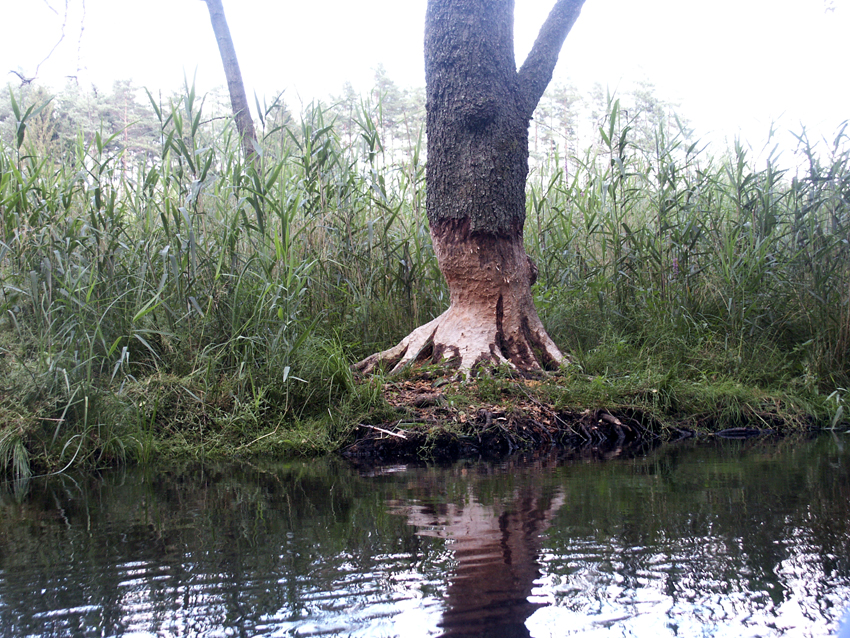
Träd påverkat av bäver.
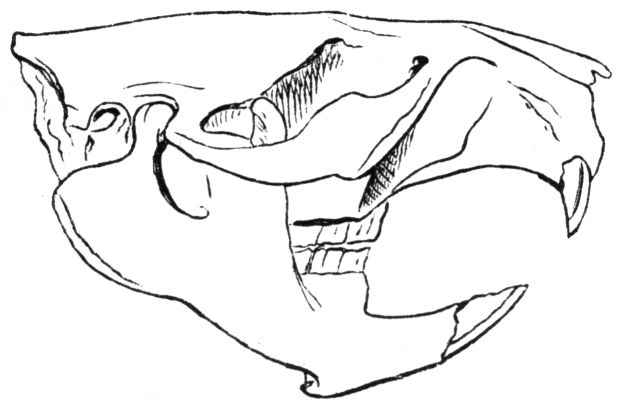
Bäverskalle.
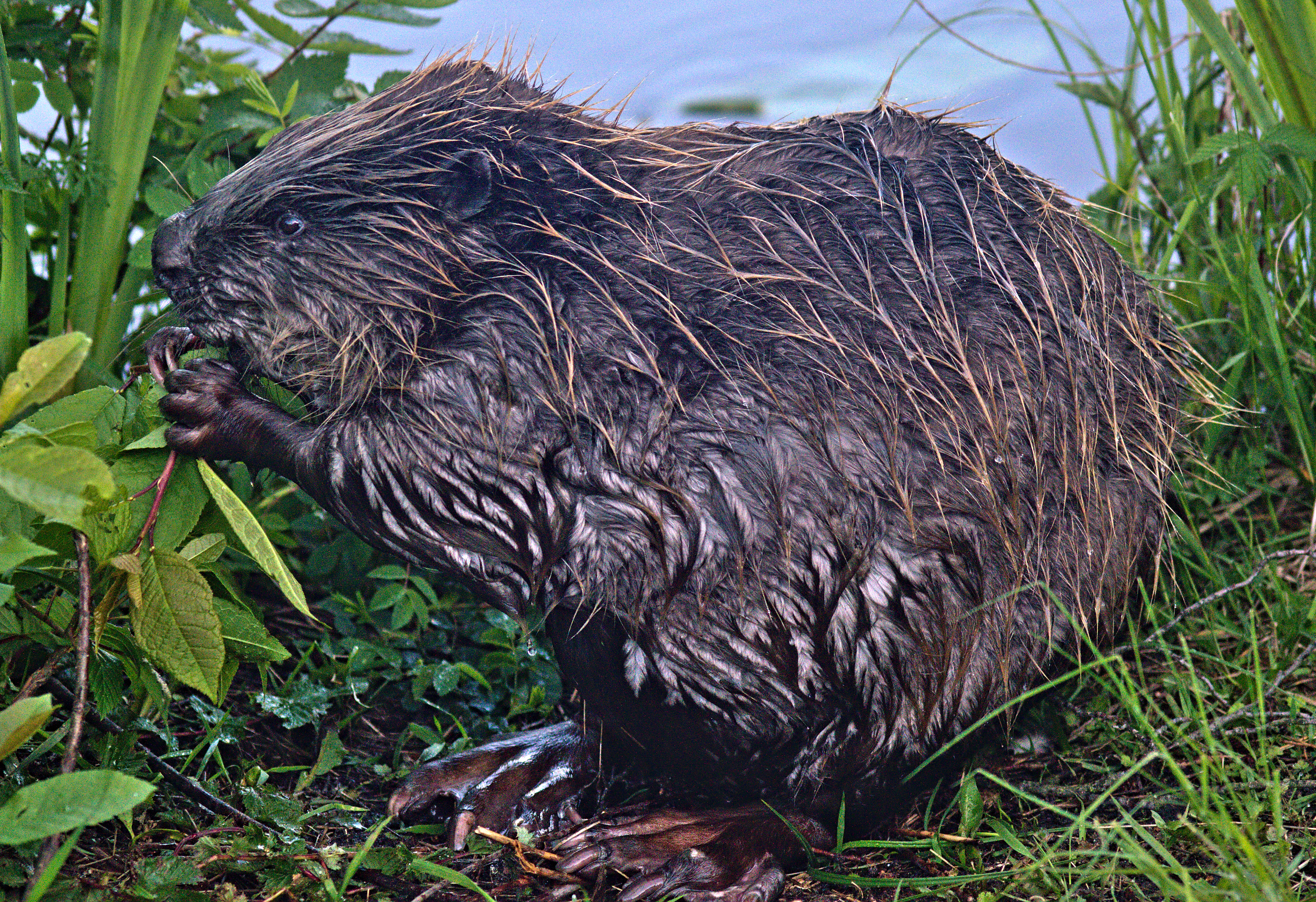
Bäver som äter utmed Eskilstunaån.

## Europeisk bäver och människan
Bävern är Ångermanlands landskapsdjur.

### Som nyttodjur
Under medeltiden definierade påven bävern som en sorts fisk på grund av den platta svansen som är täckt med fjäll samt levnadssättet i vatten. Därför var det tillåtet för katoliker att äta bäverkött under fastetider.
I Norden fångades arten främst med mjärdliknande fällor eller nät.
Bäverns hår användes för kläder och huvudbonader. Ännu mer eftertraktad var bävergäll, ett ämne som bävern använder för att markera sitt revir. Ämnet ansågs som botemedel mot alla slags besvär och såldes därför för höga priser. I en bok från 1700-talet beskrivs drygt 200 mediciner med bävergäll som ingående substans.

### Som skadedjur
I regioner som brukas av människor är bävern inte alltid önskad. Konflikter med markägare uppstår främst på grund av olika effekter när vatten svämmar över vilket leder till att vägar, byggnader, odlingsmark och liknande förstörs. Även drivved och förstörda träd kan ställa till ekonomisk skada. För att motverka dessa konflikter finns i flera länder samråd mellan naturskyddsmyndigheter, -organisationer och respektive markägare.